# خولیو زامورا
خولیو زامورا (اسپانیایی: Julio Zamora‎؛ زادهٔ ۱۱ مارس ۱۹۶۶) بازیکن فوتبال اهل آرژانتین است.

## باشگاهی
از باشگاه‌هایی که در آن بازی کرده‌است می‌توان به باشگاه فوتبال ریور پلاته، باشگاه فوتبال کروز آزول، باشگاه فوتبال نیولز اولد بویز، باشگاه فوتبال اتلتیکو مادرید بی و باشگاه فوتبال سابادل اشاره کرد.

## تیم ملی
وی همچنین در تیم ملی فوتبال آرژانتین بازی کرده‌است.